# Moto Racer 3
Moto Racer 3 est un jeu vidéo de course de motocyclette développé par Delphine Software International et édité par Infogrames, sorti en 2001 sur Windows.

## Accueil
- GameSpot : 7,2/10[1]
- Jeuxvideo.com : 10/20[2]
- IGN : 6,9/10[3]